# Badula barthesia
Badula barthesia är en viveväxtart som först beskrevs av Jean-Baptiste de Lamarck, och fick sitt nu gällande namn av A. Dc. Badula barthesia ingår i släktet Badula och familjen viveväxter. Inga underarter finns listade i Catalogue of Life.